# Desargues (cratère)
Pour les articles homonymes, voir Desargues.
Desargues est un cratère lunaire situé sur la face visible de la Lune. Il se trouve au sud du cratère Pascal et au sud-est du cratère Brianchon. Le  contour du cratère Desargues est érodé et touché par de nombreux impacts de petits cratères se chevauchant, mais il est encore visible dans son ensemble et révèle un passé agité, tel un palimpseste, terme employé pour un objet qui se construit par destruction et reconstruction successive, tout en gardant l'historique des traces anciennes. Une grande partie de la structure originale de l'intérieur du sol a été recouverte plusieurs fois et laisse apparaître des crêtes jusqu'au contour.
En 1964, l'Union astronomique internationale a donné le nom du géomètre français Girard Desargues à ce cratère lunaire.

## Cratères satellites
Par convention, les cratères satellites sont identifiés sur les cartes lunaires en plaçant la lettre sur le côté du point central du cratère qui est le plus proche de Desargues.
| Desargues | Latitude | Longitude | Diamètre |
| --------- | -------- | --------- | -------- |
| A         | 71.4° N  | 75.3° W   | 30 km    |
| B         | 70.7° N  | 65.0° W   | 50 km    |
| C         | 69.7° N  | 78.4° W   | 12 km    |
| D         | 69.3° N  | 69.6° W   | 11 km    |
| E         | 70.2° N  | 67.4° W   | 31 km    |
| K         | 68.5° N  | 67.2° W   | 10 km    |
| L         | 69.6° N  | 82.2° W   | 13 km    |
| M         | 68.4° N  | 73.9° W   | 30 km    |